# Municipio de Prescott (Iowa)
El municipio de Prescott (en inglés: Prescott Township) es uno de los doce municipios ubicados en el condado de Adams en el estado estadounidense de Iowa. En el año 2000 el municipio tenía una población de 433 habitantes y una densidad poblacional de 4,7 personas por km². Además, contiene una ciudad en su territorio, Prescott.
El municipio fue creado en 1873 a partir del territorio del antiguo municipio de Queen City, al cual se le agregó una porción del municipio de Quincy.

## Geografía
El municipio de Prescott se encuentra ubicado en las coordenadas 41°01′46″N 94°38′35″O / 41.02944, -94.64306..